# Chamouille
Chamouille es una comuna francesa, situada en el departamento de Aisne, de la región de Alta Francia.

## Demografía
| 144 | 128 | 142 | 153 | 147 | 204 | 256 | 291 |
| Para los censos de 1962 a 1999 la población legal corresponde a la población sin duplicidades (Fuente: INSEE [Consultar]) |     |     |     |     |     |     |     |